# فوریه ۲۰۰۹
فوریه ۲۰۰۹ (به انگلیسی: February) یکی از ماه‌های ۲۰۰۹ (میلادی) است.

## ۱ فوریه ۲۰۰۹
- ریاست یک آفریقایی آمریکایی بر حزب جمهوری‌خواه

مایکل استیل رئیس کمیته ملی حزب جمهوری‌خواه آمریکا شد. او اولین آفریقایی‌تبار است که به این مقام می‌رسد. فرارو
- حمله موشکی مجدد به اسرائیل

برای چهارمین بار از زمان آتش‌بس در غزه، یک موشک کاتیوشا از نوع گراد به یک کیبوتص در نزدیکی اشکلون شلیک شد + اطلاعات بیشتر.  فرارو
- قهرمانی نادال و ویلیامز در تنیس اوپن استرالیا

رافائل نادال با پیروزی بر راجر فدرر برای ششمین بار و سرنا ویلیامز با شکست دینارا سافینا برای چهارمین بار قهرمان تنیس آزاد استرالیا شدند. تنیس اوپن استرالیا (نادال)، تنیس اوپن استرالیا (ویلیامز)

## ۳ فوریه ۲۰۰۹
- راهی شدن یک تیم بدمینتون بانوان از آمریکا به ایران

یک تیم ۱۲ نفرهٔ بدمینتون جهت دیدار با تیمهای بانوان ایرانی راهی تهران گردید.بی بی سی، سن آنتونیو اکسپرس نیوز

## ۴ فوریه ۲۰۰۹
- نگرانی غرب از پرتاب ماهواره ایران

کشورهای غربی نگرانی خود را از پرتاب ماهواره امید توسط موشک «شبه بالستیک» سفیر-۲ اعلام کردند. گاردین، اسکاتسمن اسکاتلند، حریت ترکیه
- لغو سفر تیم بدمینتون آمریکایی به تهران

سفر تیم ۱۲ نفرهٔ بدمینتون بانوان ایالات متحده آمریکا در آخرین لحظات بدلیل صادر نشدن روادید لغو شد. این تیم برای مسابقاتی به مناسبت دهه فجر به ایران دعوت شده بود. رویترز،‌ یاهو

## ۵ فوریه ۲۰۰۹
- تاخیر مجدد راه اندازی نیروگاه بوشهر

روسیه بار دیگر راه اندازی نیروگاه هسته‌ای بوشهر را به تاخیر انداخت.رادیو فردا
- توقف روابط فرهنگی انگلیس در ایران

انگلیس دفتر روابط فرهنگی خود در ایران را «به دلیل دریافت تهدید اعضای آن در تهران» بست. گاردین، نیویورک تایمز، بلومبرگ

## ۶ فوریه ۲۰۰۹
- ادعای رادیوی بریتانیایی: "مقام نخست ایران از نظر اثر منفی بر جهان در یک نظرسنجی"

بر طبق نتایج یک نظرسنجی ترتیب‌داده شده توسط رادیوی بی‌بی‌سی از شهروندان ۲۱ کشور جهان، ۵۵ درصد شرکت‌کنندگان معتقدند که ایران اثر و نفوذی منفی در جهان دارد. سپس پاکستان با ۵۳ درصد و اسرائیل با ۵۱ درصد از نظر اثر منفی در رتبه‌های دوم و سوم جهان قرار گرفتند. در این نظرسنجی، آلمان از نظر نفوذ مثبت در جهان در جایگاه اول، و کانادا دوم شد.رادیو فردا، آی پی اس، رویترز
- سازمان ملل ارسال کمک به نوار غزه را متوقف کرد

نهاد کمک‌رسانی سازمان ملل متحد برای غزه، ارسال محموله‌های کمکی غذایی و دارویی به نوار غزه را به دلیل «سرقت» این محموله‌ها توسط مقامات حماس، به حال تعلیق درآورده است. بی‌بی‌سی فارسی، تلگراف، تایمز

## ۷ فوریه ۲۰۰۹
- تهدید ایران توسط صدراعظم آلمان

آنگلا مرکل تهدید کرد در صورت ادامه غنی‌سازی، تحریم‌ها علیه ایران تشدید خواهند شد. رادیو فردا، رادیو زمانه
- اسکن بقایای لوسی

دانشمندان دانشگاه تگزاس در آستین بقایای فسیل معروف لوسی از گونهٔ کپی جنوبی آفاری را که از خویشاوندان دور انسان بوده‌است و  سه و نیم میلیون سال قدمت دارد با روش مقطع نگاری رایانه‌ای اسکن کردند. نیوز دیلی (به نقل از رویترز)

## ۸ فوریه ۲۰۰۹
- محمد خاتمی رسماً نامزد انتخابات ریاست جمهوری ایران شد

محمد خاتمی عصر روز یکشنبه، ۲۰ بهمن ۱۳۸۷، رسماً اعلام کرد که نامزد دهمین دوره انتخابات ریاست جمهوری در ایران خواهد شد. بی‌بی‌سی فارسی، ایلنا
- ۶۵ کشته در آتش سوزیهای استرالیا

آتش سوزی در غرب ملبورن در استرالیا تا کنون ۶۵ قربانی داشته و ادامه دارد. صدای آمریکا

## ۹ فوریه ۲۰۰۹
- گزارش عفو بین الملل از ایران در آستانه ۲۲ بهمن

عفو بین‌الملل در آستانهٔ سالگرد ۲۲ بهمن، نظام جمهوری اسلامی ایران را به نقض حقوق بشر ۳۰ سال پس از انقلاب متهم کرد. گزارش عفو بین الملل، این د نیوز

## ۱۰ فوریه ۲۰۰۹
- برگزاری انتخابات سراسری در اسرائیل

با پایان انتخابات سراسری اسرائیل و اعلام نتایج، حزب کادیما با کسب ۲۸ کرسی و حزب لیکود با کسب ۲۷ کرسی و حزب ایزرائیل بیتینو با کسب ۱۵ کرسی از پارلمان ۱۲۰ عضوی اسرائیل، به ترتیب بهترین نتایج انتخابات سراسری اسرائیل را کسب کردند. رهبران دو حزب کادیما و لیکود مدعی‌شدند كه در صورت درخواست شیمون پرز، رئیس جمهوری اسرائیل از آنها برای تشكیل دولت آینده، موفق به تشكیل «دولت ائتلافی» خواهند شد. یدیعوت اخرونوت، بی‌بی‌سی فارسی
- خسارت ۲٫۹ میلیارد دلاری نیسان

شرکت اتومبیل سازی نیسان در دنبالهٔ بازدهی مالی ناخوشایند خود در سال گذشته، ۲۰٬۰۰۰ نفر از کارکنان خود را از کار برکنار می‌کند. واشنگتن پست
- حماس به شکنجه دادن مخالفان خود متهم شد

عفو بین‌الملل گروه حماس را به دادن شکنجه به فلسطینیان مخالف خود متهم کرد. این سازمان، تعداد کشته شدگان فلسطینی اخیر در نوار غزه توسط اعضای گروه حماس را ۲۴ نفر اعلام کرد. رویترز، بی بی سی، سی ان ان

## ۱۱ فوریه ۲۰۰۹
- انفجارهای سنگین در بغداد

پلیس عراق اعلام کرد که در نتیجه‌ی انفجار دو خودرو انباشته از مواد منفجره در بغداد، پایتخت عراق، دست‌کم ۱۶ تن کشته و بیش از ۴۵ تن نیز زخمی شده‌اند. دویچه وله فارسی

## ۱۲ فوریه ۲۰۰۹
- توافق بر سر بسته محرک اقتصادی باراک اوباما

دو شاخه کنگره آمریکا بر سر طرح محرک اقتصادی باراک اوباما، رئیس‌جمهوری این کشور، به توافق دست یافته‌اند. این توافق بین اختلافات موجود میان نسخه ۸۲۰ میلیارد دلاری طرح که در مجلس نمایندگان تصویب شده و نسخه ۸۳۸ میلیارد دلاری مصوبه مجلس سنا «پل» می‌زند. بی‌بی‌سی فارسی
- هفت بهایی دستگیر شده در ایران به «جاسوسی» متهم شدند

دادسرای امنیت تهران از صدور قرار مجرمیت برای ۷ تن از شهروندان بهایی به اتهام «جاسوسی» برای اسرائیل، توهین به مقدسات و تبلیغ علیه نظام جمهوری اسلامی، خبر داده است. بی‌بی‌سی فارسی، رادیو فردا

## ۱۳ فوریه ۲۰۰۹
- حمله هوایی اسرائیل به نوار غزه

مقامات پزشکی در نوار غزه می‌گویند حمله هوایی اسرائیل به هدفی در نزدیکی شهر خان یونس، موجب کشته شدن یک فلسطینی و مجروح شدن دست کم دو نفر دیگر شده‌است. بی‌بی‌سی فارسی

## ۱۴ فوریه ۲۰۰۹
- درگیری پلیس ترکیه با معترضان کرد

درگیری میان هواداران عبدالله اوجالان، رهبر جدایی‌طلبان کرد با پلیس ترکیه به روز دوم کشیده شده‌است. درگیری‌ها در جنوب شرقی ترکیه در شهر باتمان صورت گرفته‌است. بی‌بی‌سی فارسی

## ۱۵ فوریه ۲۰۰۹
- حمله موشکی آمریکا به پاکستان ۸ کشته داد

مقامات دولت پاکستان می‌گویند حمله موشکی به منطقه قبیله‌ای شمال غرب این کشور موسوم به منطقه خرم‌دره موجب کشته‌شدن دست کم ۸ نفر شده است. بی‌بی‌سی فارسی

## ۱۶ فوریه ۲۰۰۹
- برخورد دو زیردریایی هسته‌ای در اقیانوس اطلس

وزارت دفاع بریتانیا این خبر را تایید کرده‌است که یک زیردریایی هسته‌ای متعلق به نیروی دریایی بریتانیا در آب‌های اقیانوس اطلس با یک زیردریایی نیروی دریایی فرانسه برخورد کرده‌است. هم مقامات فرانسوی و هم بریتانیایی بر این نکته پافشاری می‌کنند که از نظر امنیت هسته‌ای، خطری در اثر این برخورد ایجاد نشده است. بی‌بی‌سی فارسی
- پیروزی هوگو چاوز در همه پرسی ونزوئلا

شورای ملی انتخابات ونزوئلا می گوید که حدود ۵۴ درصد از رای‌دهندگان از طرح هوگو چاوز رئیس‌جمهوری ونزوئلا برای اصلاح قانون اساسی این کشور حمایت کرده‌اند. مردم ونزوئلا یکشنبه (۱۵ فوریه) در همه‌پرسی عمومی برای تغییر قانون اساسی این کشور شرکت کردند. بی‌بی‌سی فارسی، دویچه وله فارسی

## ۱۷ فوریه ۲۰۰۹
- دیلی تلگراف: «اسرائیل در برنامه هسته‌ای ایران خرابکاری می‌کند»

روزنامه بریتانیایی دیلی تلگراف گزارش داد که اسرائیل جنگی پنهان برای خرابکاری در برنامه هسته‌ای ایران به راه انداخته‌است. بی‌بی‌سی فارسی
- سازمان عفو بین‌الملل حماس را به جنایات جنگی متهم کرد

سازمان عفو بین‌الملل، گروه شبه‌نظامی حماس متهم کرد که در جریان جنگ اخیر با اسرائیل، ده‌ها تن از فلسطینیان عضو گروه فتح و حکومت خودگردان فلسطینی را به این ادعا که آنان با اسرائیل همکاری داشته‌اند، به گلوله بسته و شماری از آنان را کشته و برخی دیگر را معلول ساخته‌است. سازمان عفو بین‌الملل، وزارت امور خارجه اسرائیل

## ۱۸ فوریه ۲۰۰۹
- ادامه بحران مالی کالیفرنیا

در حالیکه ۲۰۰۰۰ کارمند دولتی کالیفرنیا بدلیل تعطیلی ادارات بدنبال تهی شدن خزانه ایالت از کار برکنار می‌شوند، وکلای مجلس کالیفرنیا در ساکرامنتو از توافق بر سر بودجهٔ سال جدید برای چندمین روز پیاپی باز ماندند. کالیفرنیا با کسری بودجهٔ ۴۲ میلیارد دلاری روبروست. ام‌اس‌ان‌بی‌سی، میامی هرالد، آ اف پ
- تخریب حسینیه دراویش در اصفهان

حسینیه و کتابخانه دراویش گنابادی در تخت فولاد اصفهان، مورد حمله نیروهای امنیتی قرار گرفت و تخریب گشت. بی بی سی فارسی، رادیو اروپای آزاد، رادیو فردا

## ۱۹ فوریه ۲۰۰۹
- اعتراض شدید بحرین به ایران

بحرین در اعتراض به بیانات علی اکبر ناطق نوری، گفتگوهای با ایران در مورد فروش گاز را متوقف کرد. ناطق نوری هفته گذشته بحرین را «یکی از استانهای ایران تا سال ۱۹۷۰» خوانده بود. وزیر امور خارجه بحرین، این اظهارات را «حمله به حق حاکمیت» کشورش و «تحریف حقایق» خواند. هرالد تریبون، آسوسیتد پرس
- اعدام یک محکوم به سنگسار در ایران

عبدالله فریور که به جرم زنای محصنه توسط ج.ا.ا به سنگسار محکوم شده بود با تبدیل حکمش به اعدام در ساری به دار آویخته شد.بی‌بی‌سی فارسی، رادیو فردا

## ۲۰ فوریه ۲۰۰۹
- نتانیاهو مامور تشکیل دولت جدید اسرائیل شد

شیمعون پرس، رئیس‌جمهوری اسرائیل از بنیامین نتانیاهو، رهبر حزب راست‌گرای لیکود خواسته‌است که دولت جدید اسرائیل را تشکیل دهد. دو حزب کادیما و لیکود بیشترین رای را در انتخابات پارلمانی اخیر اسرائیل به دست آورده بودند. بی‌بی‌سی فارسی، دویچه وله، وزارت امور خارجه اسرائیل

## ۲۱ فوریه ۲۰۰۹
- پادشاه تایلند نویسنده استرالیایی را عفو کرد

هری نیکولیدیز، نویسنده استرالیایی که بیش از پنج ماه پیش به اتهام اهانت به خاندان سطلنتی تایلند در این کشور بازداشت شده بود، با عفو بهومیبول آدولیادج پادشاه تایلند آزاد شد. بر طبق قوانین کشور تایلند، اهانت به خاندان سلطنتی تایلند، می‌تواند مجازات اعدام را به همراه داشته باشد. بی‌بی‌سی فارسی

## ۲۲ فوریه ۲۰۰۹
- شورای همکاری خلیج فارس خواستار محکومیت سخنان ناطق نوری شد

وزرای شش کشور عضو شورای همکاری خلیج فارس با انتشار بیانیه‌ای از نظام جمهوری اسلامی ایران خواستند تا سخنان علی‌اکبر ناطق نوری درباره حاکمیت ملی بحرین را محکوم کند. بی‌بی‌سی فارسی

## ۲۳ فوریه ۲۰۰۹
- میلیونر زاغه‌نشین برندهٔ اصلی ۸۱امین دوره مراسم اسکار

در هشتاد و یکمین دوره مراسم اهدای جوایز اسکار، میلیونر زاغه‌نشین با بدست آوردن جایزه «بهترین فیلم» در مجموع در هشت رشته از جمله «بهترین کارگردانی» و «بهترین فیلمنامه اقتباسی» برنده شد. جایزه بهترین بازیگر نقش مکمل زن به پنه لوپه کروز برای بازی در فیلم ویکی کریستینا بارسلونا، جایزه بهترین بازیگر نقش مکمل مرد به هیت لجر برای بازی در فیلم شوالیه سیاه، جایزه بهترین بازیگر زن به کیت وینسلت برای بازی در فیلم کتاب‌خوان و جایزه بهترین بازیگر مرد به شان پن برای بازی در فیلم میلک اهدا شد. همچنین وال-ای برندهٔ جایزهٔ بهترین فیلم انیمیشن، و عزیمت (نماینده ژاپن) برندهٔ جایزهٔ بهترین فیلم غیر انگلیسی‌زبان شد. بی‌بی‌سی فارسی، نیویورک تایمز
- کمک ۹۰۰ میلیون دلاری آمریکا به غزه

دولت آمریکا اعلام کرد در نظر دارد کمکی ۹۰۰ میلیون دلاری به فلسطینیان جهت خاتمه دادن به مناقشات و بازسازی غزه انجام دهد. این کمک مالی به حماس تعلق نخواهد گرفت. رویترز، نیویورک تایمز

## ۲۴ فوریه ۲۰۰۹
- تشنج در دانشگاه امیرکبیر

در پی به خاکسپاری پنج تن از سربازان گمنام جنگ ایران و عراق در دانشگاه امیرکبیر تهران، محوطه این دانشگاه و خیابان‌های اطراف آن به صحنه برخورد نیروی انتظامی جمهوری اسلامی و بسیجیان با گروه‌هایی از دانشجویان معترض تبدیل شد. بی‌بی‌سی فارسی
- افت اقتصادی شهر هنگ کنگ در سال جدید

اقتصاد شهر هنگ کنگ با انقباض ۲٫۱٪ تولید ناخالص داخلی در سال جدید با کسری بودجه روبروست. بلومبرگ

## ۲۵ فوریه ۲۰۰۹
- سقوط هواپیمایی ترکیه در آمستردام

یک فروند هواپیمای بوئینگ ۷۳۷-۸۰۰ خطوط هوایی ترکیه که از فرودگاه بین‌المللی آتاتورک عازم فرودگاه اسکییپول آمستردام بود، به هنگام فرود در ۵۰۰ متری فرودگاه آمستردام سقوط کرد. در این حادثه ۹ تن کشته شده و ۸۴ تن مجروح شدند. این هواپیما دارای ۱۲۷ مسافر و ۷ خدمه پروازی بود. TRT فارسی، بی‌بی‌سی فارسی
- سقوط بی سابقه صادرات ژاپن

صادرات ژاپن در سال گذشته به میزان ۴۵٪ سقوط کرد، که این افت در تاریخ اقتصاد ژاپن بی سابقه‌است. بی‌بی‌سی انگلیسی

## ۲۶ فوریه ۲۰۰۹
- یک ایرانی به دزدی از ناسا متهم شد

صمیم عنقایی، استاد دانشگاه و رئیس ایرانی موسسه نوآوری در قدرت و رانش فضایی دانشگاه فلوریدا، توسط پلیس فدرال آمریکا متهم به دزدی مبالغ هنگفتی پول از ناسا گردید. اف‌بی‌آی روز گذشته دفاتر و آزمایشگاه وی و همسرش را مورد تفتیش قرار داد. همسر وی، سوسن عنقایی، رئیس شرکت New Era Technology یا NETECH است که از ناسا میلیون‌ها دلار دریافت کرده‌است. روزنامه اورلندو سنتینال فلوریدا، شبکه ای‌بی‌سی نیوز، ساینتیفیک امریکن، تک هرالد
- توافق گروه‌های فلسطینی برای تشکیل دولت وحدت ملی

حماس و سازمان فتح در آستانه برگزاری مذاکرات بازسازی غزه، بر سر تشکیل «دولت وحدت ملی» به توافق رسیدند. دویچه وله فارسی
- دانشگاه صنعتی شریف تحت تحریمات جدید اروپا قرار می‌گیرد

روزنامه فاینانشال تایمز فاش کرد که اتحادیه اروپا در نظر دارد تحریمات علیه ایران را تشدید کند. بر طبق این گزارش دانشگاه صنعتی شریف نیز یکی از ۳۴ موسساتی است که برای تحریمات جدید در نظر گرفته شده‌است. فتینانشال تایمز، رویترز، آسوسیتد پرس

## ۲۷ فوریه ۲۰۰۹
- اوباما بودجه ۳٬۶۰۰ میلیارد دلاری سال آینده را علنی کرد

باراک اوباما رئیس‌جمهور ایالات متحده آمریکا بودجه‌ای به حجم سه تریلیون و ۶۰۰ میلیارد دلار را با هدف خارج‌کردن کشور از بحران اقتصادی جهانی فاش کرده‌است. وی پیش‌بینی کرده‌است که کسر بودجه سال جاری یک تریلیون و ۷۵۰ میلیارد دلار خواهد بود که بزرگ‌ترین کسر بودجه از زمان جنگ جهانی دوم است. بی‌بی‌سی فارسی

## ۲۸ فوریه ۲۰۰۹
- آمریکا با فرمان رئیس‌جمهور افغانستان مخالفت کرد

با وجود دستور حامد کرزی، رئیس‌جمهور افغانستان مبنی بر اینکه انتخابات ریاست‌جمهوری آتی این کشور تا پیش از پایان ماه آوریل برگزار شود، ایالات متحده آمریکا مجددا ماه اوت را به عنوان زمان مناسب برای برگزاری انتخابات اعلام کرد. بی‌بی‌سی فارسی
- ایران خودرو در افغانستان خط تولید ایجاد می‌کند

شرکت ایران خودرو بزرگ‌ترین خودروساز ایران با همکاری شرکای افغان برای تولید خودرو در افغانستان ۲۰ میلیون دلار سرمایه‌گذاری می‌کند. ایران خودرو تاکنون در کشورهای ونزوئلا، سنگال، روسیه سفید، سوریه و جمهوری آذربایجان کارخانجاتی را برای تولید خودرو احداث کرده‌است. بی‌بی‌سی فارسی